# György Gurics
György Gurics [ˈɟørɟ ˈɡuritʃ] (* 27. Januar 1929 in Dunapentele; † 10. September 2013 in Budapest) war ein ungarischer Ringer und Bronzemedaillengewinner bei den Olympischen Spielen 1952 in Helsinki.

## Werdegang
György Gurics begann als Jugendlicher in seinem Heimatort mit dem Ringen. 1946 ging er nach Budapest und wurde Mitglied von TE Budapest. 1950 wechselte er zu Honvéd Budapest. Der Militärangehörige entwickelte sich unter Führung der Trainer Lajos Keresztes und Mihály Matura zu einem hervorragenden Ringer in beiden Stilarten. 1951 wurde er erstmals ungarischer Meister und für die Olympischen Spiele 1952 in Helsinki nominiert. Dort kämpfte er im Mittelgewicht, freier Stil, und errang mit drei Siegen die Bronzemedaille.
Nach diesem hervorragenden internationalen Debüt folgte 1954 mit einem 6. Platz bei der Weltmeisterschaft in Tokio im Mittelgewicht, freier Stil, eine leichte Enttäuschung. 1955 war er in Karlsruhe erstmals bei einer Weltmeisterschaft im griechisch-römischen Stil am Start und wurde dort mit fünf Siegen Vizeweltmeister. Nur der souveräne Georgier Giwi Kartosia, der für die Sowjetunion startete, vermochte ihn zu besiegen.
Bei den Olympischen Spielen 1956 in Melbourne, die kurz nach dem Ungarnaufstand stattfanden, belegte Gurics nach zwei Siegen und einer erneuten Niederlage gegen Kartosia im Mittelgewicht im griechisch-römischen Stil den 5. Platz.
1957 standen Weltmeisterschaften im freien Stil auf dem Plan. Gurics startete bei der Weltmeisterschaft in Istanbul erstmals im Halbschwergewicht. Es gelang ihm dabei aber nicht, sich im Vorderfeld zu platzieren. 1958 rang er bei der Weltmeisterschaft im heimischen Budapest wieder griechisch-römisch. Im Halbschwergewicht gelangen ihm dabei fünf Siege, ehe er das Finale gegen den sowjetischen Sportler Rostom Abaschidse verlor. Bei der Weltmeisterschaft 1959 in Teheran schied Gurics schon nach der 3. Runde aus.
Bei den Olympischen Spielen 1960 hatte Gurics im griechisch-römischen Stil großes Pech, als er, nachdem er in das Mittelgewicht abtrainiert hatte, nach einem Sieg in der 1. Runde über den Belgier Albert Michiels wegen einer Verletzung aufgeben musste. Wiederhergestellt startete er auch im freien Stil im Halbschwergewicht und kam nach zwei Siegen und nach Niederlagen gegen Wiking Palm aus Schweden und Gholam Reza Takhti aus dem Iran auf den 8. Platz.
Gurics gab aber nach diesen Enttäuschungen nicht auf und landete 1961 bei der Weltmeisterschaft in Yokohama mit dem Gewinn des Weltmeistertitels im Halbschwergewicht, griechisch-römischer Stil, den größten Erfolg seiner Laufbahn. Nach einem 6. Platz bei der Weltmeisterschaft in Toledo/USA im griechisch-römischen Stil, Mittelgewicht, gewann er bei der Weltmeisterschaft 1963 in Helsingborg noch einmal eine Bronzemedaille. Danach beendete er seine internationale Ringerlaufbahn.
György Gurics war zusammen mit dem deutschen Ausnahmeringer Wilfried Dietrich einer der letzten Allroundkönner auf der Matte, der in beiden Stilarten große Erfolge einheimste.
Die Ergebnisse der internationalen Meisterschaften und einiger anderer Turniere, an denen er teilnahm, sind im folgenden Abschnitt nachzulesen.

## Internationale Erfolge
(OS = Olympische Spiele, WM = Weltmeisterschaft, GR = grieh.-röm. Stil, F = Freistil, Mi = Mittelgewicht, bis 1961 bis 79 kg, ab 1962 bis 87 kg Körpergewicht, Hs = Halbschwergewicht, bis 1961 bis 87 kg, ab 1962 bis 97 kg Körpergewicht)
- 1951, 2. Platz, Weltfestspiele der Jugend in Berlin (Ost), GR, Mi, hinter Giwi Kartosia, UdSSR und vor Lazăr Bujor, Rumänien;
- 1952, Bronzemedaille, OS in Helsinki, F, Mi, mit Siegen über Carel Reitz, Südafrika, August Everaerts, Belgien und Bengt Lindblad, Schweden und Niederlagen gegen Gholam Reza Takhti, Iran und Dawit Zimakuridse, UdSSR;
- 1953, 1. Platz, Weltfestspiele der Jugend in Bukarest, F, Mi, vor Dawit Zimakuridse und Gheorghe Popovici, Rumänien;
- 1954, 6. Platz, WM in Tokio, F, Mi, mit einem Sieg über M. Cowdrey, Australien und Niederlagen gegen İsmet Atlı, Türkei und Kazua Katsuramoto, Japan;
- 1955, 2. Platz, WM in Karlsruhe, GR, Mi, mit Siegen über Albert Michiels, Belgien, Dimitar Dobrew, Bulgarien, İsmet Atlı, Türkei, Branislav Simić, Jugoslawien und Horst Heß, Deutschland und einer Niederlage gegen Giwi Kartosia;
- 1956, 2. Platz, „Opatija“-Pokal in Pula, F, Hs, hinter Ibrahim Karabacak, Türkei und vor Lukacs, Jugoslawien;
- 1956, 5. Platz, OS in Melbourne, GR, Mi, mit Siegen über James Peckham, USA und İsmet Atlı und einer Niederlage gegen Giwi Kartosia;
- 1957, 1. Platz, Turnier in Jena, F, Hs, vor Dieter Rauchbach, DDR und Gogonischwili, UdSSR;
- 1957, 7. Platz, WM in Istanbul, F, Hs, mit Unentschieden gegen Fritz Dirscherl, Deutschland und Petko Sirakow, Bulgarien und einer Niederlage gegen İsmet Atlı;
- 1958, 2. Platz, WM in Budapest, GR, Hs, mit Siegen über Rune Jansson, Schweden, Jiří Kormaník, Tschechoslowakei, Herbert Albrecht, DDR, Gheorghe Popovici und Petko Sirakow und einer Niederlage gegen Rostom Abaschidze, UdSSR;
- 1959, 9. Platz, WM in Teheran, GR, Hs, mit einem Sieg über Hermanus van Zyl, Südafrika und Niederlagen gegen Bekir Büke, Türkei und Gholam Reza Takhti;
- 1960, unplatziert, OS in Rom, GR, Mi, Aufgabe wegen Verletzung nach einem Sieg über Albert Michiels;
- 1960, 8. Platz, OS in Rom, F, Hs, nach Siegen über Robert Steckle, Kanada und Sajan Singh, Indien und Niederlagen gegen Viking Palm, Schweden und Gholam Reza Takhti;
- 1961, 1. Platz, WM in Yokohama, GR, Hs, mit Siegen über Gheorghe Popovici, Tevfik Kış, Türkei, Herbert Albrecht und Daniel Brand, USA und Unentschieden gegen Stig Persson, Schweden und Arkadi Tkatschow, UdSSR;
- 1962, 1. Platz, „Pytalinski“-Turnier in Warschau, GR, Mi, vor Smolinski, Polen;
- 1962, 6. Platz, WM in Toledo/USA, GR, Mi, mit einem Sieg über Shoji Maruyama, Japan und Unentschieden gegen Tevfik Kış, Stig Persson und Anatoli Kirow, UdSSR;
- 1963, 3. Platz, WM in Helsingborg, GR, Mi, mit Siegen über Horst Heß, Abdeljalil Fachuri, Iran und Krali Bimbalow, Bulgarien und Unentschieden gegen Branislav Simić und Stig Persson